# 恒星間航行
恒星間航行（こうせいかんこうこう、英: Interstellar travel）とは、宇宙船などが恒星間を移動すること。21世紀の時点において、人類が到達した地球以外の天体は月のみであり、火星への有人探査も達成されていないため、実現にはほど遠い。その一方で、英国惑星間協会によるダイダロス計画のような検討は行われた実例がある。
宇宙空間を舞台とするサイエンス・フィクション（SF）作品においては頻繁に登場する。

## 光速未満の航行法

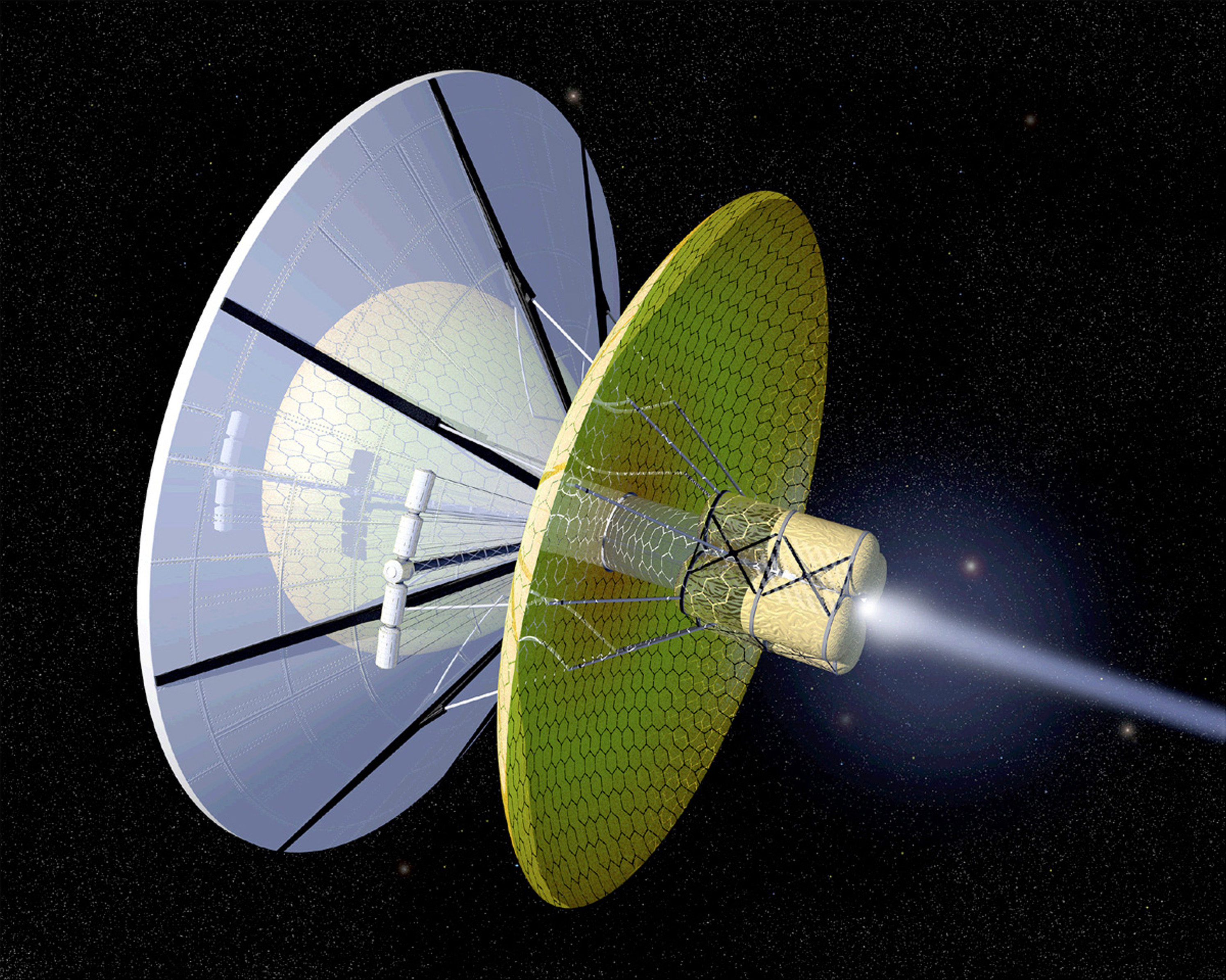
提案される手法の一つであるバザード・ラムジェット

現在、将来的に可能かもしれない方式として想定されている航行法には次のようなものがある。
1. とくに特殊な航行方式を取らない低速な方式
2. 光速に近い速度を得る高速な方式

1の場合には目的地に到達するまで長期間の飛行が必要となるため、無人探査機の使用がもっとも現実的である。フィクションの世界では、これを回避するための方法が検討されている。
コールドスリープ
乗員を冷凍保存する。現実には、原始的なものを除いて動物を凍結後蘇生させられるのかどうかは判明していない。もし可能であれば、乗員の衝撃や放射線への耐性が増すという利点がある。バリエーションとして、凍結受精卵や遺伝子情報を運び、到着後にそれらから人間を育てる播種船案もある。
ロボットあるいはサイボーグ化された乗員や宇宙船
探査に使用できる高度なロボットが作成可能かどうかは判明していない。
世代宇宙船
巨大な宇宙船に船内で完結した小さな生態系を移植して遺伝子プールを確保し、数世代から数十世代をかけて航行する。現実には火星探査の目的で閉鎖生態系実験は行われているが、長期間にわたる閉鎖系維持の技術は確立していない（参考：バイオスフィア2）。
2の場合には乗員はほとんど歳をとらないが、外界では長い時間が経過するといったいわゆるウラシマ効果が発生し、それを主題にしたSFが何篇も書かれている。
ダイダロス計画が想定したのは1の場合である。500万トンの重水素を用いた核融合パルスロケットで加速を続ける。最速時には秒速36,000キロメートル（光速の12パーセント）を得るが、この速度ですらローレンツ変換による時間短縮効果を計算すると実に約0.72%でしかない。このようにウラシマ効果を利用した時間短縮を実現するのには光速に非常に近付かなければならず、実際に実現するには大変な技術的困難をともなっているのである。

## 超光速航法
現実には不可能とされている。
しかし、恒星間を舞台にした大規模なスペースオペラを描くためには、上記のような数世紀単位での航法では時間が大きな問題となる場合が多い。
これを解決するため、フィクションの世界では、何らかの特殊な方法によって恒星船を光速かそれ以上まで加速させたり、実質上光速以上で航行したのと同様の効果を得たりする方式も登場する。
これらは超光速航法、FTL (Faster Than Light) 航法とも呼ばれ、バリエーションが多い。
広く知られた航法としては『スタートレック』や『宇宙戦艦ヤマト』などの作品に登場する「ワープ」方式がある。ただしこのワープ航法の理論や技術的根拠は、「ワープ」の語が共通する作品でもそれぞれ異なり、三次元空間を捻じ曲げて航路を短縮する方法（『ヤマト』のワープ）や、異なる空間の繭で船体を包みこんで加速する方法（『スタートレック』のワープ）などがある。またそれ以外にも、『レンズマン』シリーズに登場する無慣性航法や超空間チューブ、『キャプテン・フューチャー』シリーズに登場した振動ドライブ、そしてコラプサー・ジャンプ（『終りなき戦い』）やスピンディジー航法（『宇宙都市』）、平面宇宙航行（『星界の紋章』）などさまざまな方法が描かれている。

## 検討された技術構想と計画
- オリオン計画
- ダイダロス計画
- ブレークスルー・スターショット